# 五虎大将軍
五虎大将軍（ごこだいしょうぐん）は、小説『三国志演義』および小説『水滸伝』などの作品に登場する架空の称号である。

## 名称
五虎を冠した称号は、15世紀にまとめられた小説『三国志演義』においては主に「五虎大将」という呼称で現れ、「五虎上将」「五虎将」とも別称される。小説としてまとめられる前の講談『三国志平話』では「五虎将軍」、吉川英治の小説では「五虎大将軍」と呼称されている。中国でも統一されておらず、四川省綿陽市の三国史跡である富楽山公園の像には「五虎上將」と書かれている。
本記事では「五虎大将軍」で統一する。

## 三国志演義

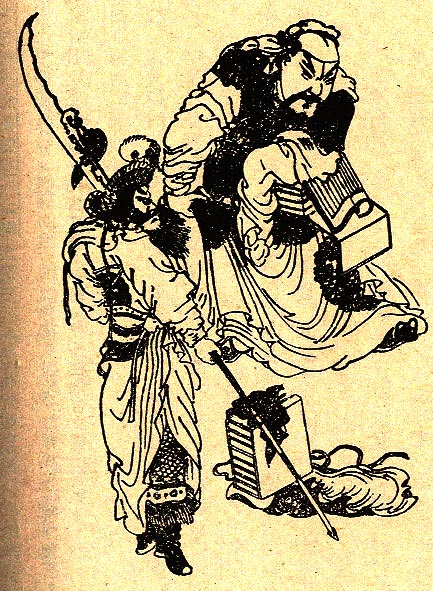
関羽
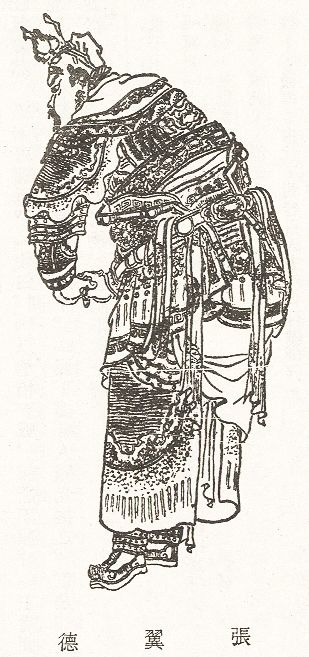
張飛
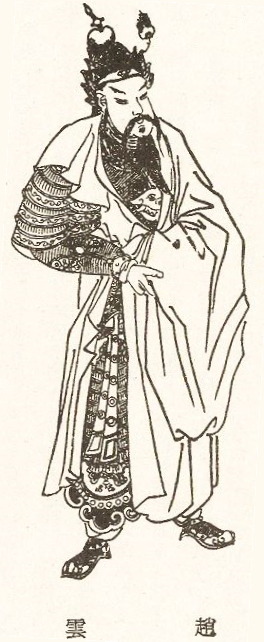
趙雲
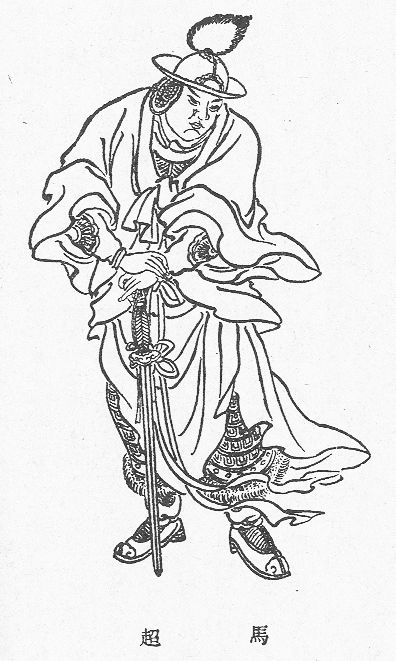
馬超
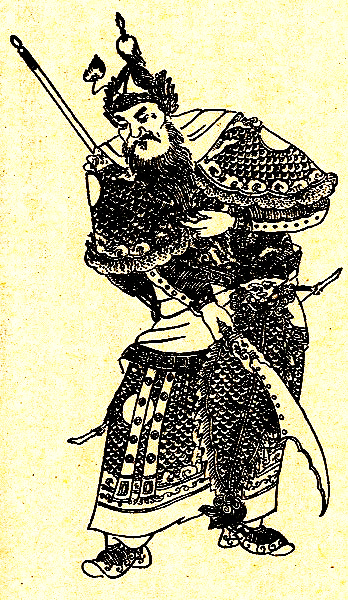
黄忠

五虎大将軍は、関羽、張飛、趙雲、馬超、黄忠の5名により構成される。
『三国志演義』第73回において、漢中を平定し、漢中王となった劉備は、主要な武将5名に五虎大将軍の称号を授けた。重要な軍事の際にはそれぞれ軍を率いて活躍し、軍事における中心的な役割を果たした。関羽・張飛の2名は劉備の義兄弟、趙雲は古参の武将、馬超は名門出身の降将、黄忠は老将と、地位・老若・経歴などは選出に問われなかった。
五虎大将軍の筆頭となった関羽は、その構成員を知ると「張飛は私の弟であり、馬超は名門の出、趙雲は兄に長く仕え、いわば私の弟も同然だ。しかし老兵の黄忠がなぜ私と同列に扱われるのか！」と大いに怒るが、費詩の説得によりようやく納得する、という展開になっており、これは後述の、正史に記述されたエピソードを基に創作されている。正史同様、この五人が戦場で揃って戦うシーンは描かれない。

### 正史『三国志』での扱い

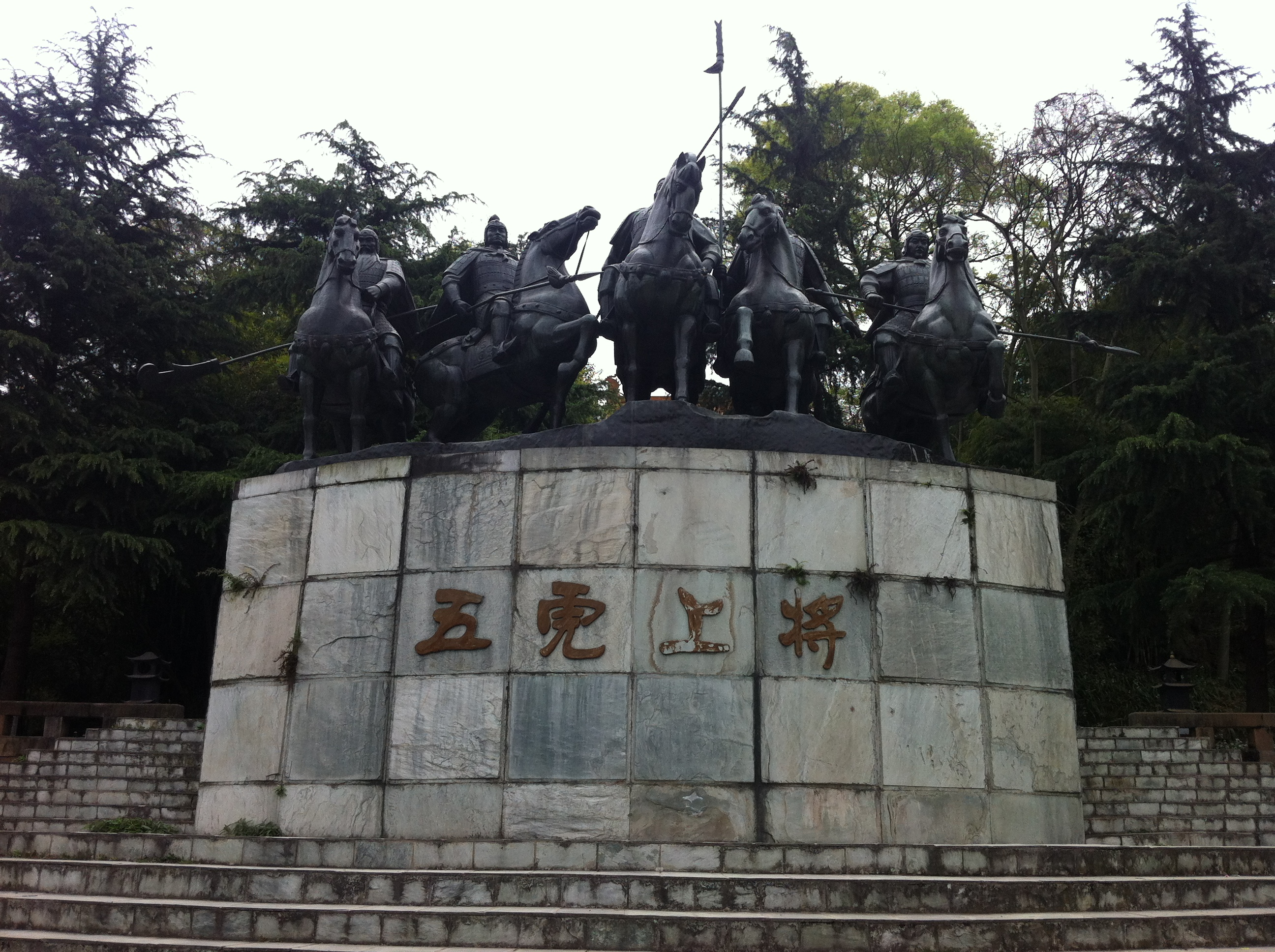
富楽山公園の像（左から黄忠、趙雲、関羽、張飛、馬超）

五虎大将軍の起源は、3世紀に書かれた歴史書『三国志』に遡る。その内の「蜀志」において、上記5名の伝が1巻にまとめられ、関羽・張飛・馬超・黄忠・趙雲の順に立伝されている。劉備が漢中王になったとき、関羽を筆頭に張飛、馬超、黄忠に同格の将軍位（前後左右将軍）が与えられたが、関羽は黄忠と同格になったことを大いに怒ったという（後述）。
張飛と馬超、趙雲と黄忠は漢中争奪戦にて、それぞれ別動隊と本隊に分かれ戦ったが、このとき関羽は荊州の守備についていたため、この戦いに参じていない。その後、関羽が樊城の戦いにおいて戦没、黄忠、馬超は病没し、張飛は暗殺された。趙雲のみが生き残り、五人が揃って戦場に出ることは一度もなかった。
景耀3年（260年）9月には関羽・張飛・馬超・黄忠に、その翌年（261年）3月には趙雲に対して、諡号が追贈された。

### 正史での評価

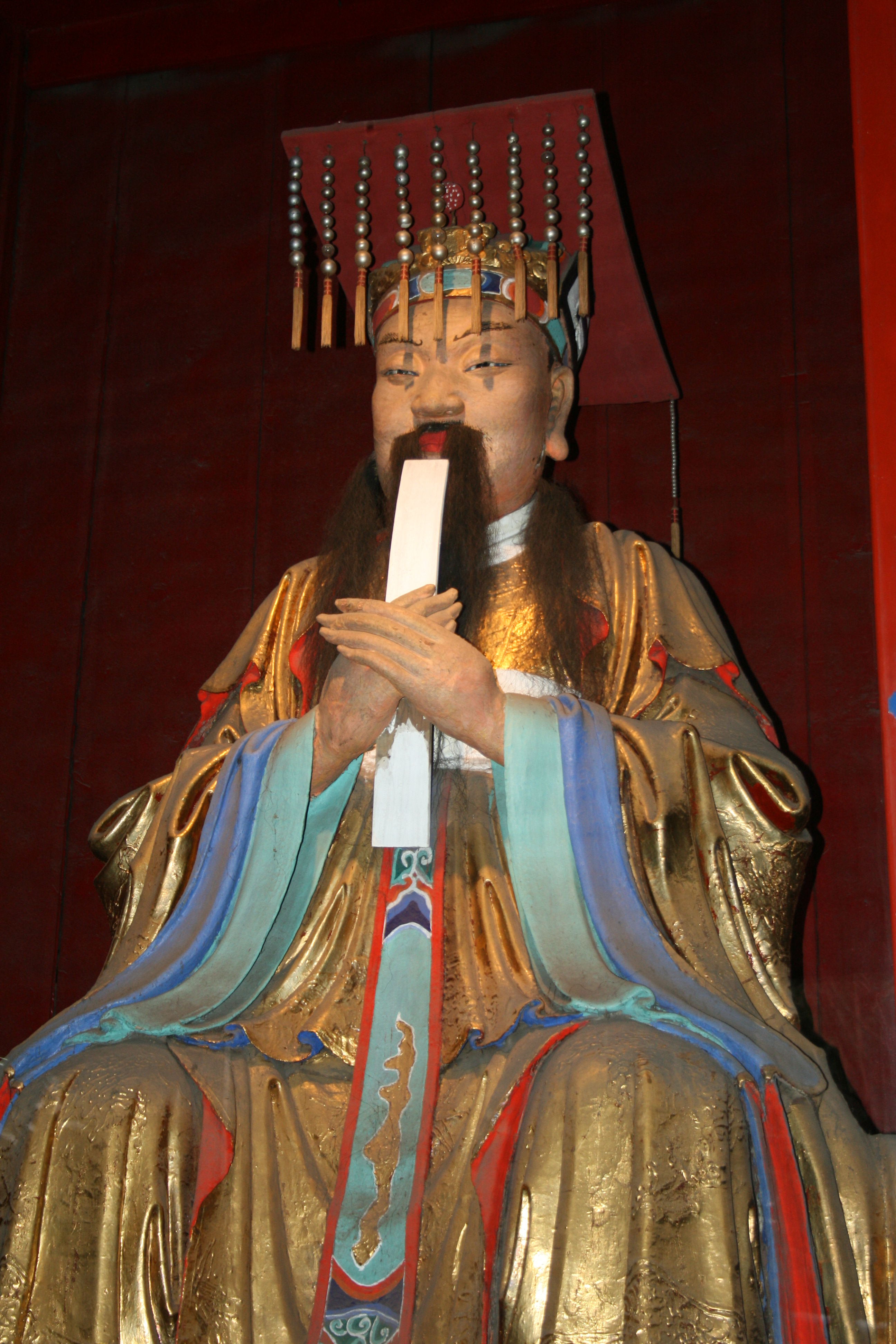
関羽像
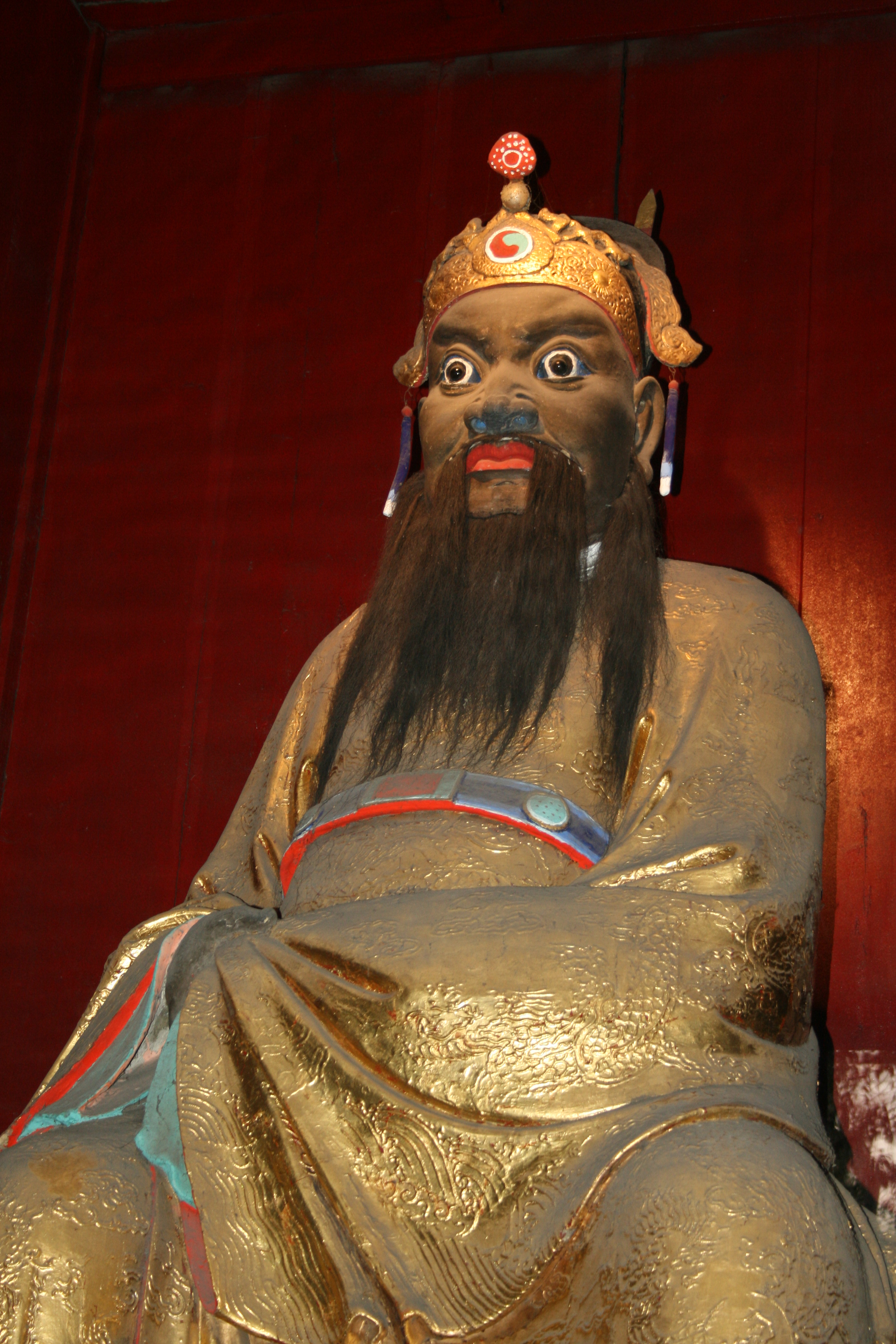
張飛像
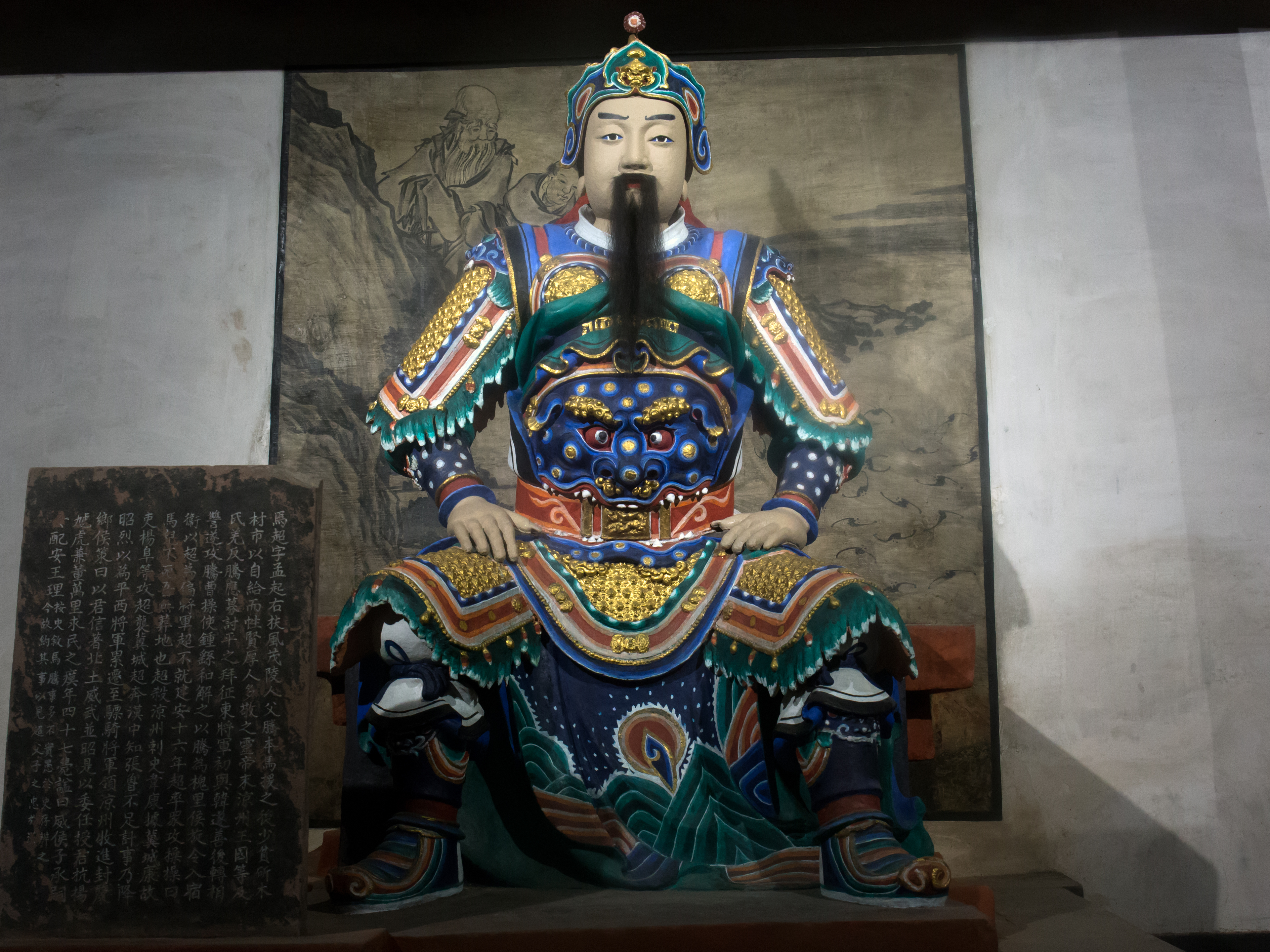
馬超像
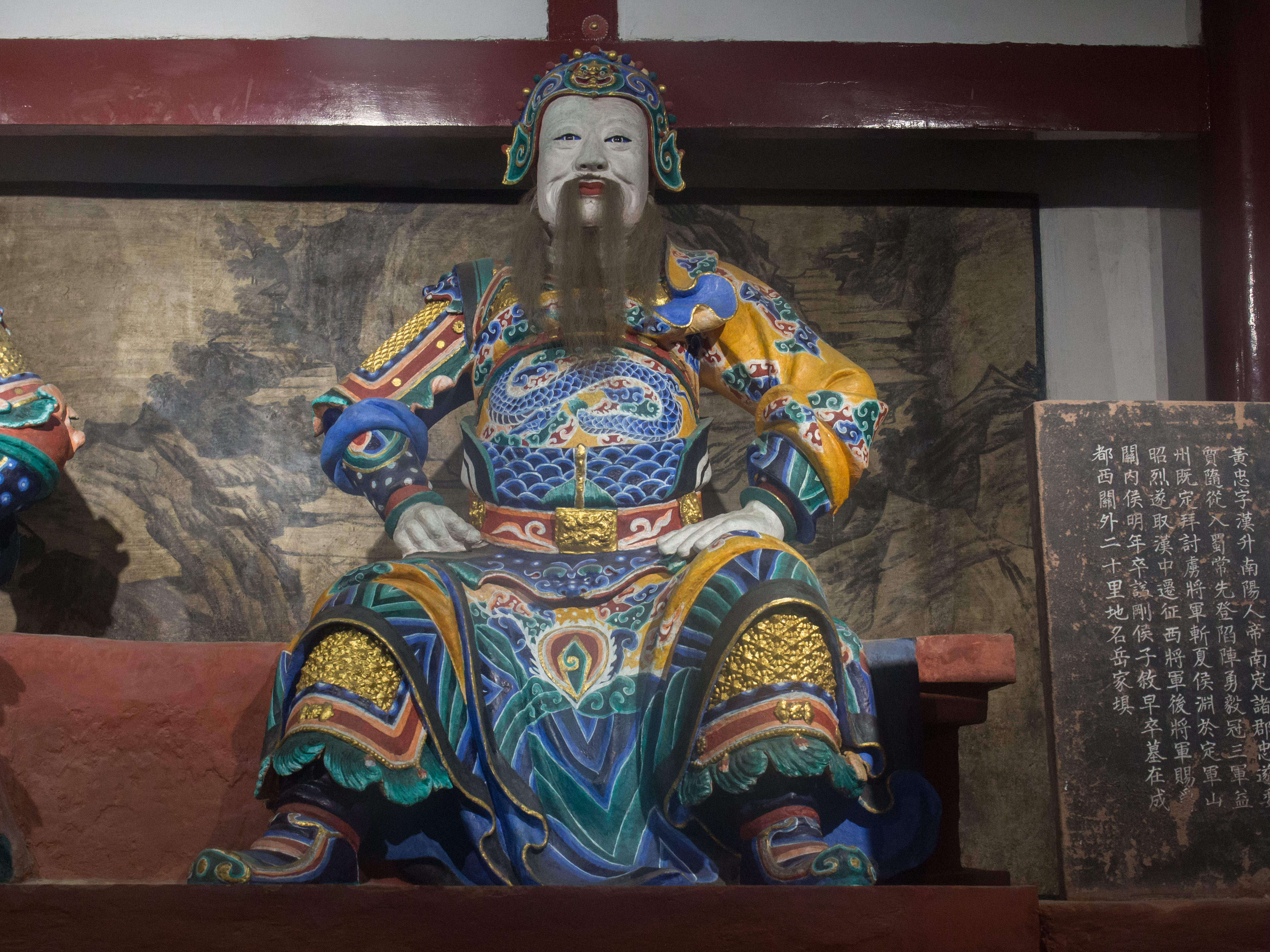
黄忠像
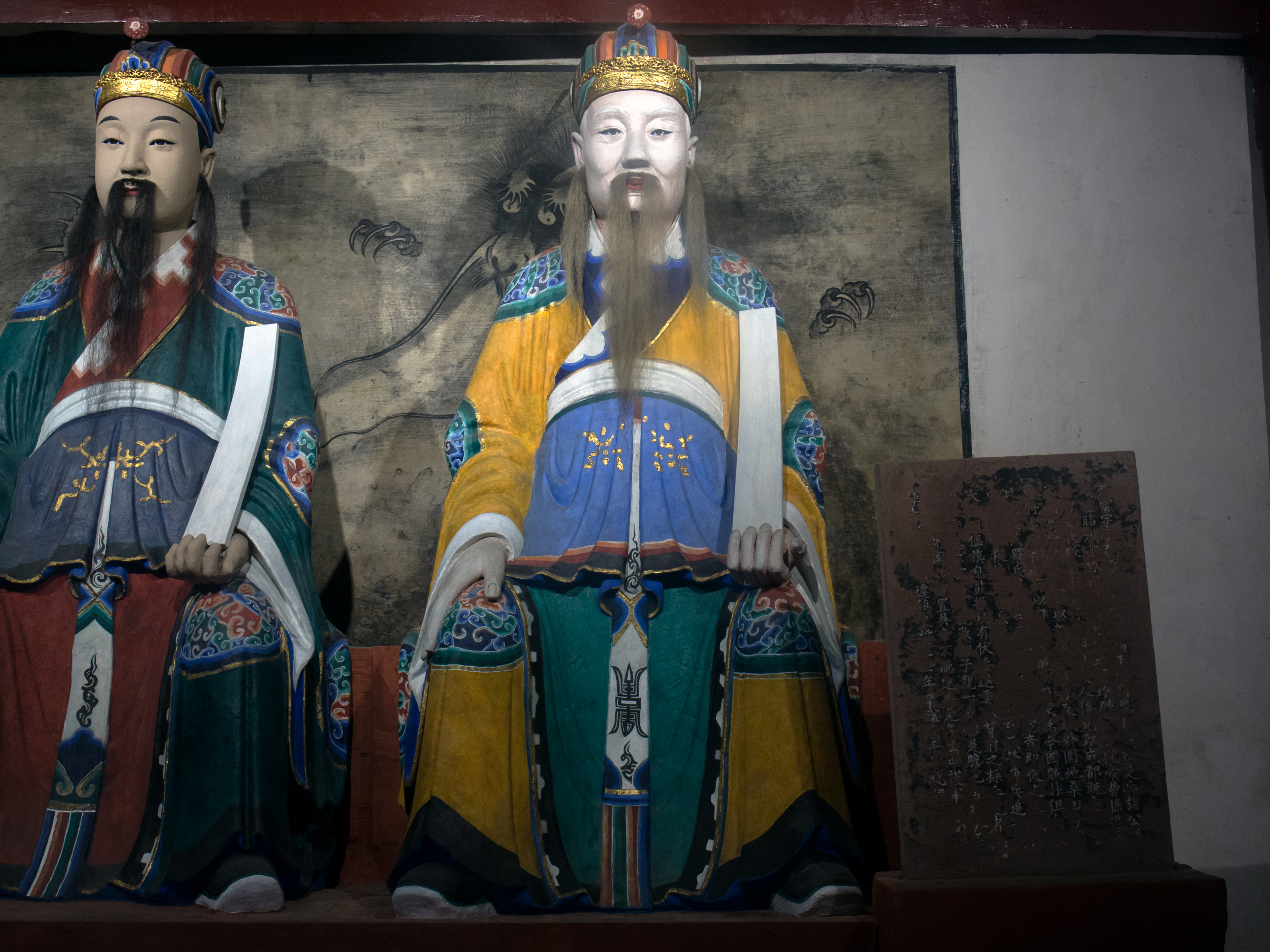
趙雲像

- 関羽・張飛は、程昱らから「万人の敵（単独で1万人と戦える猛者。勇猛さの比喩）」[11]、劉曄からは「三軍筆頭の勇」と称され[12]、周瑜からは「熊虎の将（勇猛な将）」と評価された[13]。『三国志』の撰者である陳寿には「虎臣（勇猛な臣下）」や「国士」と賛辞を与えられている。
- 馬超は、古代の英雄に準えられており、楊阜には「韓信・黥布の武勇を持つ」と言われ[14]、諸葛亮には「文武の才を兼ね備え、並外れて勇猛、当代の英雄であり、黥布・彭越の類」と称えられた[15]。さらには荀彧・周瑜にも有力者と認められていた[16]。陳寿の評には「武勇を恃みにして」いたとある[17]。
- 黄忠・趙雲は、陳寿には共に「彊摯壮猛で、揃って軍の爪牙となった」、「灌嬰・夏侯嬰に匹敵する人物」と評された[17]。楊戯の『季漢輔臣賛』では、黄忠は「精励にして勇壮で、敵を破って難に赴き、武功を打ち立て、時の主幹となった」と賛美され、趙雲は「厚重な性質で、精鋭を指揮し、勲功をあげた猛将」、「忠義と勇猛さを兼ね備えていた」と称賛されている[18]。また、黄忠は入蜀の際「常に先陣を務め、三軍筆頭の勇者」だったと記され[19]、劉備は趙雲の豪胆さを「全身が肝である（一身是胆）」と言って褒めたという[20]。
- 李景星：「関羽・張飛・馬超・黄忠・趙雲はいずれも蜀の名将である。故に合伝されている」[21]

### 正史での関羽のプライド（馬超、黄忠に対するもの）
- 馬超が劉備に降伏した際、関羽が「彼の能力は誰と比べられるか」と手紙で問いかけたのに対し、諸葛亮は「益徳（張飛）には匹敵しますが、髯（、関羽の見事な顎髭と頬髯にちなんだあだ名）には及びません」と答えた。関羽はこの返信に喜び、来客に見せびらかした[15]。
- 劉備が黄忠を後将軍に任命する際、諸葛亮は、黄忠の名望が関羽・馬超には並ばないことを指摘して、「〔黄忠と同格扱いされることを〕関羽は不快に思う（納得しない）のではないでしょうか」と進言した[19]。実際、この人事を耳にした関羽は「大丈夫（立派な男子）たるもの、老兵（黄忠）と同列にはなるまい」と怒ったが、費詩の説得により怒りを収めた[22]。

### 群雄との関わり
- 関羽・張飛は劉備の旗揚げから付き添い、その死もほぼ同時期であった。また黄忠・馬超も同じ時期に死去した。
- 劉備と劉禅両方を君主としたことがあるのは趙雲だけである。
- 黄忠は劉琮が曹操に降伏した際、それに従って裨将軍に任命されたため、曹操を君主としたことがある。関羽もまた、徐州が陥落して劉備が逃亡した際には暫定的に曹操に従っていた。馬超も曹操が袁紹残党と争っていた時期に、曹操側の戦力として戦っている。
- 独立勢力のトップとなったことがあるのは馬超だけである。

| 人物 | 将軍位                                           | 封号          | 諡号   | 生没年        | 君主                    |
| ---- | ------------------------------------------------ | ------------- | ------ | ------------- | ----------------------- |
| 関羽 | 偏将軍→盪寇将軍→前将軍                           | 漢寿亭侯      | 壮繆侯 | ？年 - 220年  | 劉備                    |
| 張飛 | 征虜将軍→右将軍→車騎将軍                         | 新亭侯>西郷侯 | 桓侯   | ？年 - 221年  | 劉備                    |
| 馬超 | 偏将軍→征西将軍（自称）→平西将軍→左将軍→驃騎将軍 | 都亭侯>斄郷侯 | 威侯   | 176年 - 222年 | 馬騰→独立勢力→張魯→劉備 |
| 黄忠 | 裨将軍→討虜将軍→征西将軍→後将軍                  | 関内侯        | 剛侯   | ？年 - 220年  | 劉表→劉琮→韓玄→劉備     |
| 趙雲 | 牙門将軍→翊軍将軍→征南将軍→鎮東将軍→鎮軍将軍     | 永昌亭侯      | 順平侯 | ？年 - 229年  | 公孫瓚→劉備→劉禅        |

## 水滸伝
梁山泊の役職。この上の役職は、総頭領と軍師のみで、軍人の中では最高の位である（水滸伝百八星一覧表）。編成は、左軍大将・大刀関勝、右軍大将・豹子頭林冲、先鋒大将・霹靂火秦明、合後大将・双鞭呼延灼、虎軍大将・双鎗将董平の5人。
なお、関勝は関羽の子孫という設定である（「大刀」とは、『三国志演義』での関羽の得物である青龍偃月刀を指す。青龍偃月刀を実際に使ったかどうかの記録は残されていないが、大刀の名手であったのは事実）。また、林冲は、得物が蛇矛であり、容貌が「豹頭環眼 燕頷虎鬚」と形容されている点から、張飛を元にしているとされる。

## 他作品
他の演義小説にも「五虎大将軍」と名付けられた組み合わせが存在する。通常、『水滸伝』と同様に、他の小説の五虎将の中には、関羽（赤面、大刀を使い、仁義を重視する）と張飛（黒面、蛇矛を使い、暴れる勇猛さ）に似た人物もおり、残りの3人の設定は比較的自由である。

### 隋唐演義
瓦崗寨の役職。『隋唐演義』を基礎とした二次創作小説の中で、李密が瓦崗寨の主になってから設置された職務である。小説から派生した他の作品では、程咬金（程知節）が瓦崗寨で混世魔王と呼ばれていた時に設置され、秦叔宝（秦瓊）は五虎将よりも地位の高い大元帥であったため、どちらの説も『演義』とは異なる。

#### 『隋唐演義』などの小説の五虎将
飛虎将軍・秦瓊（左天蓬の転生）、螭虎将軍・程咬金（土徳星の転生）、雄虎将軍・王伯当（牛金牛の転生）、猛虎将軍・邱瑞（架空の人物、「昌平王」と冊封された隋の元老、イメージは老将）、烈虎将軍・単雄信（青龍星の転生）の5人。邱瑞が戦死した後、羅成（白虎星の転生）が空席を補充した。

#### 『説唐演義』などの小説をもとにした三次創作の五虎将
最も人気のある説は、赤髪霊官（小霊官）・単雄信、勇三郎・王伯当、緑袍帥・王君可（歴史上の王君廓をモデルにしているが、基本的に名前だけが同じ、イメージは関羽を参考にした）、鉄面判官・尤俊達（歴史上の牛進達をモデルにしており、王君可/王君廓に似ている）、神矢将・謝映登（架空の人物で、最後に仙人となり、唐太宗・李世民の時代が終わった後も唐の影の守護者となった）の5人。

### 月唐演義
有名な「安史の乱」という歴史的事件を中心に、白虎星の3度目の転生・郭子儀を描いた小説の中の5人の武将。安禄山は白虎星と代々宿敵である青龍星として描かれているため、彼ら5人が手を組んで安禄山を破ったシーンは「五虎縛蒼龍（五匹の虎が一緒に蒼龍を捕まえる）」と呼ばれている。白虎星・郭子儀（双頭五輪駒、定国粉龍鎗、粉龍兜、粉龍甲、玄武鞭、震天弓、穿雲矢などの宝物を持つ）、黒虎星・尉遅勃（唐初の名将・尉遅恭の後人）、飛大帥・劉蛟、臥虎星・呉剛、聚虎星・林沖の5人を含む。郭子儀以外は基本的に架空の人物である。また、実際に神（星君）として扱われているのは、西方の擬神化・白虎の民間での呼称に相当する白虎星だけである。黒虎星は明清の小説の中で、仁・智・勇を兼ね備えた白虎星の転生に対応するものとして登場し、「単純な蛮勇を備えた」架空の星君を代表する。他の3人の星君は完全に小説家の自作である。

### 残唐演義
『混唐演義』や『残唐五代演義』などを含み、黄巣の乱に始まり、五代十国の歴史を描いた物語の中で、金統帝・黄巣（地蔵王菩薩の神獣・諦聴の転生、残唐十六英雄の第四席、紫金藤槍を使い、「殺人八百萬、流血三千里」という宿命を背負った神剣・混唐宝剣を持つ）が築いた大斉国の5人の武将。作品では基本的に十六英雄の第一席、十三太保勇南公・李存孝の引き立て役として存在する。白玉将・葛従周（第十席、虎頭亮銀鎗を使い、兵法に精通した主帥と設定）、扯破天大刀将・孟絶海（第十一席、三停青龍偃月刀を使い、関羽をモデルとした架空の人物）、鉄天王・鄧忠（第十二席、鑌鉄力貫槊を使い、架空の人物、通称は「鄧天王」）、丑鬼賽瘟神・朱温（第十三席、鋸歯飛鎌大切刀を使い、九丑星の転生）、銀鎗将・張帰覇（第十四席、八宝盤龍亮銀鎗を使い）の5人を含む。

### 狄青演義
北宋の名将狄青を主人公とした『狄青演義』（『狄青演義（万花楼演義）』『五虎征西』『五虎平南』を含む）では、狄青も五虎のうちの1人である。出山虎・狄青（宋太祖・趙匡胤伝来の定唐金刀と現月龍駒、血結鴛鴦、七星矢、人面金牌などの宝物を持つ）、爬山虎・張忠（関羽をモデルとする）、離山虎・李義（張飛をモデルとする）、飛山虎・劉慶（宝物「席雲帕」を持ち、空を飛ぶことができる）、笑面虎・石玉（仙人伝来の双槍を使い、狄青と同様に仙術に詳しい）の5人。

### 大明英烈
『朱元璋演義』や『大明英烈伝』などの作品の中で、明太祖・朱元璋の部下である5人の武将。徐達（関羽をモデルとする）、常遇春（張飛をモデルとする）、湯和、沐英、胡大海の5人を含む。いずれも歴史上有名な武将だが、常遇春と沐英を除いた3人は小説の中では一流の実力者ではない（徐達は文武兼備の主帥と設定され、知将のイメージに重点を置いている）。『大明英烈伝』による二次創作で、実際に明の主戦力を担当したのは、常遇春の子・常茂、胡大海の子・胡徳継などの後輩英雄だった。

### 台湾外志
上巻の『台湾外志刺繍像五虎鬧南京伝』と下巻の『台湾外志後伝刺繍像五虎将掃平海氛記』からなる『台湾外志五虎伝』では、鄭成功の配下にある10人の武将（上巻と下巻にそれぞれ1組、福建・台湾一帯ではそれぞれ「前五虎」と「後五虎」と呼ばれている）がいる。「前五虎」は飛山虎・陳魁奇、鑽地虎・陳豹、穿石虎・陳典、翻江虎・甘輝、巡夜虎・萬禮、「後五虎」は柯彩、許鳳、陳龍、藍理、呉田である。陳魁奇が歴史上の武将・陳魁をモデルにしている以外は、歴史上の実在の人物である。また、周全斌、甘輝、馬信、劉国軒、施琅を鄭成功の五虎将と見なす説もある。

## 蜀漢四英
蜀の将軍である五虎大将軍とは別に、諸葛亮、蒋琬、費禕、董允の四人の政治家は「蜀漢四英」と呼ばれる。
富楽山公園には蜀漢四英の銅像も建てられている。